# 경주시의 국회의원

## 행정구역 변천
- 1945년 8월 15일 경상북도 경주군
- 1949년 5월 20일 강서면이 안강읍으로 승격
- 1955년 9월 1일 경주읍·내동면·내남면 일부(탑리)·천북면 일부(황성리·동천리·용강리)에 경주시 설치, 경주군을 월성군으로 개칭
- 1973년 7월 12일 서면 건천리·천포리·송선리·신평리·용명리·대곡리·화천리·모량리·방내리·금척리·조전리에 건천읍 설치
- 1989년 1월 1일 월성군을 경주군으로 개칭
- 1995년 1월 1일 경주시와 경주군을 통합하여 경주시 설치

## 경주시의 역대국회의원일람
| 대수         | 이름           | 소속정당   | 임기                               | 선거구역 |
| ------------ | -------------- | ---------- | ---------------------------------- | --- |
| 제1대        | 김철(金喆)     | 독촉국민회 | 1948년 5월 31일 ~ 1950년 5월 30일  | 경주군 갑: 감포읍 내동면 양북면 경주읍 양남면 외동면                                                                            |
| 제1대        | 이석(李錫)     | 독촉국민회 | 1948년 5월 31일 ~ 1950년 5월 30일  | 경주군 을: 내남면 산내면 서면 현곡면 강서면 강동면 천북면                                                                       |
| 제2대        | 안용대(安龍大) | 무소속     | 1950년 5월 31일 ~ 1954년 5월 30일  | 경주군 갑: 경주읍 감포읍 내동면 양남면 양북면 외동면                                                                            |
| 제2대        | 이협우(李協雨) | 대한청년당 | 1950년 5월 31일 ~ 1954년 5월 30일  | 경주군 을: 안강읍 내남면 산내면 서면 강동면 현곡면 천북면                                                                       |
| 제3대        | 김철(金喆)     | 무소속     | 1954년 5월 31일 ~ 1958년 5월 30일  | 경주군 갑: 경주읍 감포읍 내동면 양남면 양북면 외동면                                                                            |
| 제3대        | 이협우(李協雨) | 무소속     | 1954년 5월 31일 ~ 1958년 5월 30일  | 경주군 을: 안강읍 내남면 산내면 서면 강동면 현곡면 천북면                                                                       |
| 제4대        | 안용대(安龍大) | 무소속     | 1958년 5월 31일 ~ 1960년 7월 28일  | 경주시 일원 |
| 제4대        | 이협우(李協雨) | 자유당     | 1958년 5월 31일 ~ 1960년 7월 28일  | 월성군 갑: 감포읍 양북면 양남면 외동면 내남면 산내면                                                                            |
| 제4대        | 이종준(李鍾駿) | 자유당     | 1958년 5월 31일 ~ 1960년 7월 28일  | 월성군 을: 안강읍 서면 현곡면 강동면 천북면                                                                                     |
| 제5대 민의원 | 오정국(吳正國) | 민주당     | 1960년 7월 29일 ~ 1961년 5월 16일  | 경주시 일원 |
| 제5대 민의원 | 김종해(金鍾海) | 무소속     | 1960년 7월 29일 ~ 1961년 5월 16일  | 월성군 갑: 감포읍 양북면 양남면 외동면 내남면 산내면                                                                            |
| 제5대 민의원 | 황한수(黃漢洙) | 민주당     | 1960년 7월 29일 ~ 1961년 5월 16일  | 월성군 을: 안강읍 서면 현곡면 강동면 천북면                                                                                     |
| 제6대        | 이상무(李相武) | 민주공화당 | 1963년 12월 17일 ~ 1967년 6월 30일 | 경주시·월성군 일원 |
| 제7대        | 이상무(李相武) | 민주공화당 | 1967년 7월 1일 ~ 1971년 6월 30일   | 경주시·월성군 일원 |
| 제8대        | 심봉섭(沈鳳燮) | 신민당     | 1971년 7월 1일 ~ 1972년 10월 17일  | 경주시·월성군 일원 |
| 제9대        | 박숙현(朴淑鉉) | 민주공화당 | 1973년 3월 12일 ~ 1979년 3월 11일  | 경주시·월성군·청도군 일원 |
| 제9대        | 이영표(李永杓) | 무소속     | 1973년 3월 12일 ~ 1979년 3월 11일  | 경주시·월성군·청도군 일원 |
| 제10대       | 박숙현(朴淑鉉) | 민주공화당 | 1979년 3월 12일 ~ 1980년 10월 27일 | 경주시·월성군·청도군 일원 |
| 제10대       | 박권흠(朴權欽) | 신민당     | 1979년 3월 12일 ~ 1980년 10월 27일 | 경주시·월성군·청도군 일원 |
| 제11대       | 박권흠(朴權欽) | 민주정의당 | 1981년 4월 11일 ~ 1985년 4월 10일  | 경주시·월성군·청도군 일원 |
| 제11대       | 김순규(金順圭) | 무소속     | 1981년 4월 11일 ~ 1985년 4월 10일  | 경주시·월성군·청도군 일원 |
| 제12대       | 박권흠(朴權欽) | 민주정의당 | 1985년 4월 11일 ~ 1988년 5월 29일  | 경주시·월성군·청도군 일원 |
| 제12대       | 김일윤(金一潤) | 민주한국당 | 1985년 4월 11일 ~ 1988년 5월 29일  | 경주시·월성군·청도군 일원 |
| 제13대       | 김일윤(金一潤) | 민주정의당 | 1988년 5월 30일 ~ 1992년 5월 29일  | 경주시 일원 |
| 제13대       | 황윤기(黃潤錤) | 민주정의당 | 1988년 5월 30일 ~ 1992년 5월 29일  | 월성군 일원 |
| 제14대       | 서수종(徐秀宗) | 민주자유당 | 1992년 5월 30일 ~ 1994년 5월 15일  | 경주시 일원 |
| 제14대       | 이상두(李相斗) | 민주당     | 1994년 8월 3일 ~ 1996년 5월 29일   | 경주시 일원 |
| 제14대       | 황윤기(黃潤錤) | 민주자유당 | 1992년 5월 30일 ~ 1996년 5월 29일  | 경주군 일원 |
| 제15대       | 김일윤(金一潤) | 무소속     | 1996년 5월 30일 ~ 2000년 5월 29일  | 경주시 갑: 감포읍 건천읍 외동읍 양북면 양남면 내남면 산내면 서면 성내동 중앙동 성건동 탑정동 선도동 도동동 정래동 불국동 보덕동 |
| 제15대       | 임진출(林鎭出) | 무소속     | 1996년 5월 30일 ~ 2000년 5월 29일  | 경주시 을: 안강읍 현곡면 강동면 천북면 황오동 성동동 황남동 인교동 보황동 용강동 황성동 동천동                                  |
| 제16대       | 김일윤(金一潤) | 한나라당   | 2000년 5월 30일 ~ 2004년 5월 29일  | 경주시 일원 |
| 제17대       | 정종복(鄭鍾福) | 한나라당   | 2004년 5월 30일 ~ 2008년 5월 29일  | 경주시 일원 |
| 제18대       | 김일윤(金一潤) | 친박연대   | 당선 무효                          | 경주시 일원 |
| 제18대       | 정수성(鄭壽星) | 무소속     | 2009년 4월 30일 ~ 2012년 5월 29일  | 경주시 일원 |
| 제19대       | 정수성(鄭壽星) | 새누리당   | 2012년 5월 30일 ~ 2016년 5월 29일  | 경주시 일원 |
| 제20대       | 김석기(金碩基) | 새누리당   | 2016년 5월 30일 ~ 2020년 5월 29일  | 경주시 일원 |
| 제21대       | 김석기(金碩基) | 미래통합당 | 2020년 5월 30일 ~ 2024년 5월 29일  | 경주시 일원 |
| 제22대       | 김석기(金碩基) | 국민의힘   | 2024년 5월 30일 ~                  | 경주시 일원 |

## 같이 보기
- 경주시 (1988년 선거구)
- 경주군 (선거구)
- 월성군 (선거구)
- 경주시 갑
- 경주시 을
- 경주시 (2000년 선거구)
- 월성군의 국회의원